# Ira (album)
Ira – debiutancki album studyjny radomskiego zespołu Ira, wydany w grudniu 1989 roku, przez wytwórnię Pronit z Pionek. Propozycja nagrania krążka pojawiła się po dwóch latach koncertowania, oraz po entuzjastycznie przyjętym występie grupy na Festiwalu w Opolu, który właśnie obchodził swoje 25-lecie. W nagrywaniu albumu, zespół wspomagał zaprzyjaźniony z zespołem realizator nagrań Jarosław Regulski.
Wiele utworów zostało nagranych już wcześniej w innych studiach. W lutym 1988 roku w Radiu Kielce nagrano Zostań tu, Iluzja oraz Twój cały świat. Potem w sierpniu 1988 roku w studiu S-4 w Warszawie pod okiem Rafała Paczkowskiego ponownie Zostań tu i Twój cały świat, oraz w kwietniu 1989 w tym samym studiu tylko pod okiem Jarosława Regulskiego, Odsłoń twarz, Srebrne sny oraz Iluzja. Te trzy utwory zostały nagrane specjalnie na potrzeby programu Premie i premiery. Miesięczny pobyt w studiu sfinalizowała Telewizja Polska.
Płyta była nagrywana w studiu „CCS Studio” Waltera Chełstowskiego w Warszawie w listopadzie 1989 roku. Do płyty odbyło się tylko dziesięć sesji nagraniowych (związane to było z dość skromnym budżetem zespołu). Początkowo właściciel studia nie chciał się zgodzić na to, aby realizatorem dźwięku był Jarosław Regulski, który żądał zbyt wysoką cenę, dlatego zespół oddał swoje oszczędności z diet. Zespół w studiu nagraniowym przebywał nieco ponad tydzień. Podczas nagrywania, w studiu było tak zimno, iż można było nagrać tylko wokale, zamiast perkusji na płycie jest tylko automat perkusyjny.
Premiera krążka nastąpiła w grudniu 1989 roku. Album został wydany na 12-calowej płycie winylowej, nakładem firmy Pronit z Pionek. Zdjęcia do sesji zdjęciowej wykonali: Marek Kotlimowski, Andrzej Stachura oraz Tadeusz Szmidt. 
Był to zbiór piosenek zdradzających fascynację komercyjną odmianą amerykańskiego heavy metalu spod znaku Bon Jovi i Mötley Crüe (wtedy właśnie muzycy fascynowali się tymi wykonawcami).
Kompozytorem większości utworów na płycie jest gitarzysta Kuba Płucisz, teksty w większości napisał wokalista Artur Gadowski.
Krążek cieszył się umiarkowanym powodzeniem wśród fanów, nie odniósł jednak żadnego znaczącego sukcesu. Zespół promował ten album grając trasę koncertową po Polsce oraz po byłym ZSRR, na którą to zespół wysłał Pagart. Ira była jedyną grupą rockową grającą na tej imprezie. Średnio na koncertach obecnych było ok. 5 tysięcy ludzi.
Zespół nagrał także dwa utwory w wersji angielskiej Wszystko mogę mieć oraz Mów do mnie, które zostały zaprezentowane podczas koncertu w sierpniu 1990 roku na Festiwalu w Sopocie. Do pierwszej z nich powstał także teledysk, który kręcono w styczniu 1990 roku.
W 1992 roku po ogromnym sukcesie płyty Mój dom, firma fonograficzna Top Music wydała reedycję albumu, która tym razem ukazała się również na CD. Na okładce płyty, firma fonograficzna błędnie umieściła zdjęcie zespołu w nowym już składzie z 1991 roku.

## Lista utworów
1. „Kiedyś będziesz moja” (K. Płucisz – A. Senar) – 3:28
2. „Wszystko mogę mieć” (D. Grudzień – A. Gadowski) – 4:05
3. „Hej mała” (K. Płucisz – A. Gmitrzuk / A. Gadowski) – 3:46
4. „Adres w sercu” (K. Płucisz – A. Gadowski / A. Senar) – 4:14
5. „Odsłoń twarz” (D. Grudzień – A. Senar) – 4:01
6. „Zostań tu” (K. Płucisz – A. Gadowski) – 4:37
7. „Srebrne sny” (K. Płucisz – A. Gadowski / A. Senar) – 3:27
8. „Iluzja” (K. Płucisz – A. Gadowski) – 4:09
9. „Mów do mnie” (K. Płucisz – A. Gmitrzuk / A. Gadowski) – 3:40
10. „Na na” (K. Płucisz – A. Gadowski) – 4:13

## Opinie muzyków o płycie
Kuba Płucisz o nagrywaniu płyty:

W studiu byliśmy chyba tylko tydzień, a to dlatego, że nie mieliśmy pojęcia o nagrywaniu. Realizator włożył nas w przegródkę gdzieś między Lady Pank a Perfectem.

Artur Gadowski o nagrywaniu płyty:

Nagrywaliśmy tę płytę w studiu CCS Waltera Chełstowskiego. To był po prostu garaż zaadaptowany na studio. Takie chłodne pomieszczenie, w którym jeszcze można było nagrać wokale, ale perkusji już nie, bo po prostu nie było ku temu warunków. Dlatego na płycie jest tylko automat.

Artur Gadowski o płycie „Ira”:

Ta płyta jest trochę śmieszna, ale wtedy była szaloną radością, namacalnym dowodem na to, że trwamy, nie wstydzimy się jej…

## Twórcy
Ira
- Artur Gadowski – śpiew, chórki
- Wojciech Owczarek – automat perkusyjny
- Kuba Płucisz – gitara, chór
- Dariusz Grudzień – gitara basowa, chór
- Tomasz Bracichowicz – instrumenty klawiszowe

Produkcja
- Nagrywany oraz miksowany: listopad 1989 w CCS Studio w Warszawie
- Producent muzyczny: Ira
- Realizator nagrań: Jarosław Regulski
- Mastering: Jarosław Regulski w CCS Studio
- Aranżacja: Kuba Płucisz, Dariusz Grudzień
- Teksty piosenek: Artur Gadowski, Andrzej Senar, A. Gmitrzuk
- Zdjęcia wykonali:  Marek Kotlimowski, Andrzej Stachura, Tadeusz Szmidt
- Wytwórnia: Pronit
- Pomysł okładki: Ira & Pronit
- Projekt graficzny: Ira

## Wydania albumu

### 12-calowa płyta winylowa
| Kraj wydania | Wydawca | Rok wydania | Numer katalogowy | Opis albumu                                                                                 |
| ------------ | ------- | ----------- | ---------------- | ------------------------------------------------------------------------------------------- |
| Polska       | Pronit  | 1989        | PLP 0116         | Oryginalne wydanie ukazujące się na 12-calowej płycie winylowej na przełomie 1989/1990 roku |

### Płyta kompaktowa
| Kraj wydania | Wydawca   | Rok wydania | Numer katalogowy | Opis albumu                                                                                               |
| ------------ | --------- | ----------- | ---------------- | --- |
| Polska       | Top Music | 1992        | TCD 001          | Reedycja krążka wydana w 1992 roku. Na okładce znajduje się zdjęcie grupy z nowego już składu z 1991 roku |